# Лес Косем
Лес Косем (чам. Lès Kosem; ? — 1976) — камбоджийский военный и антикоммунистический политик, этнический тям. Участник вьетнамской войны и гражданской войны в Камбодже.
После переворота 1970 года — активный сторонник проамериканского режима Лон Нола, видный офицер и генерал ФАНК — вооруженных сил Камбоджи (Кхмерской республики) в 1970—1975 гг. Входил в близкое окружение Лон Нона — брата генерала Лон Нола. Участвовал в боевых действиях против красных кхмеров Пол Пота, обвинялся в военных преступлениях против сельского населения, симпатизировавших красным кхмерам. В 1974—1975 гг. — особый посол при президенте Кхмерской республики.
После победы красных кхмеров и падения режима Лон Нола в апреле 1975 года Косем бежал в Малайзию. Умер собственной смертью семь лет спустя.